# Club Atlético de Madrid 1992-1993
Questa voce raccoglie le informazioni riguardanti il Club Atlético de Madrid nelle competizioni ufficiali della stagione 1992-1993.

## Stagione
Nella stagione 1992-1993 i Colchoneros, furono guidati da Luis Aragonés da inizio campionato a metà febbraio. Il 4 febbraio in virtù della sconfitta interna per 0-5 in Coppa del Re contro il Barcellona, Jesús Gil esonerò l'ex calciatore e affidò temporaneamente la squadra a Iselín Ovejero. José Pastoriza prese poi in carico la squadra fino al 21 marzo, quando fu esonerato non tanto per i risultati, dal momento che riuscì a superare i quarti di finale di Coppa delle Coppe, ma per i contrasti con il presidente. Fu infine Ramón Heredia a terminare la stagione sulla panchina dei madrileni, che chiusero il campionato al sesto posto. In Coppa di Spagna l'Atlético Madrid venne sconfitto agli ottavi di finale dal Barcellona con un risultato complessivo di 11-0. In Coppa delle Coppe i Rojiblancos furono eliminati in semifinale dagli italiani del Parma, poi vincitori di quell'edizione. La squadra fu sconfitta inoltre nel doppio confronto per l'assegnazione della Supercopa de España contro il Barcellona.

## Maglie e sponsor
| Manica sinistra · Manica sinistra · Maglietta · Maglietta · Manica destra · Manica destra · Pantaloncini · Calzettoni · Calzettoni |

## Rosa
| N. |                      | Ruolo | Calciatore              |
| -- | -------------------- | ----- | ----------------------- |
| -  | Spagna (bandiera)    | P     | Abel Resino             |
| -  | Spagna (bandiera)    | P     | Diego Díaz Garrido      |
| -  | Spagna (bandiera)    | D     | Tomás Reñones           |
| -  | Spagna (bandiera)    | D     | Patxi Ferreira          |
| -  | Spagna (bandiera)    | D     | Roberto Solozábal       |
| -  | Spagna (bandiera)    | D     | Juanito Rodríguez       |
| -  | Spagna (bandiera)    | D     | Toni Muñoz              |
| -  | Spagna (bandiera)    | D     | Carlos Aguilera Martín  |
| -  | Spagna (bandiera)    | D     | Juan Manuel López       |
| -  | Spagna (bandiera)    | D     | Pedro González Martínez |
| -  | Argentina (bandiera) | C     | José Villarreal         |
| -  | Germania (bandiera)  | C     | Bernd Schuster          |

| N. |                       | Ruolo | Calciatore           |
| -- | --------------------- | ----- | -------------------- |
| -  | Spagna (bandiera)     | C     | Gabriel Moya         |
| -  | Spagna (bandiera)     | C     | Juan Vizcaíno        |
| -  | Spagna (bandiera)     | C     | Pizo Gómez           |
| -  | Spagna (bandiera)     | C     | Alfredo Santaelena   |
| -  | Brasile (bandiera)    | C     | Donato Gama da Silva |
| -  | Spagna (bandiera)     | A     | Manuel Alfaro        |
| -  | Spagna (bandiera)     | A     | Juan Sabas           |
| -  | Portogallo (bandiera) | A     | Paulo Futre          |
| -  | Jugoslavia (bandiera) | A     | Vladan Lukić         |
| -  | Messico (bandiera)    | A     | Luis García Postigo  |
| -  | Spagna (bandiera)     | A     | Manolo               |

## Risultati

### Primera División

#### Girone di andata
| Arbitro: | Pérez Sánchez |

|                                    |           |                             |
| Solozábal 31’ L. García 81’, 90+1’ | Marcatori | 47’ (rig.) Pizzi 90+2’ Pier |

| Arbitro: | Jiménez Moreno |

|             |           |                         |
| Escaich 85’ | Marcatori | 13’, 69’ Futre 51’ Moya |

| Arbitro: | Urío Velázquez |

|           |           |                               |
| Futre 29’ | Marcatori | 5’, 8’, 45’ Stoičkov 89’ Amor |

| Arbitro: | Rivas Fernández |

|             |           |            |
| Arteaga 48’ | Marcatori | 65’ Manolo |

| Arbitro: | Rodríguez Martel |

|                       |           |  |
| Manolo 16’ Donato 80’ | Marcatori |  |

| Arbitro: | Calvo Córdova |

|                     |           |                                    |
| Janković 64’ (rig.) | Marcatori | 44’ Donato 50’ Futre 70’, 82’ Moya |

| Arbitro: | Fernández Marín |

|               |           |              |
| L. García 45’ | Marcatori | 85’ Abelardo |

| Arbitro: | Gómez López |

|                      |           |  |
| Javi 3’ Calderón 45’ | Marcatori |  |

| Arbitro: | Rubio Valdivieso |

|                                  |           |                     |
| Moya 18’ L. García 41’ Futre 76’ | Marcatori | 71’ Soler 90’ Chesa |

| Arbitro: | Santamaría Uzqueda |

|  |           |                        |
|  | Marcatori | 66’ Alfaro 90+1’ Futre |

| Arbitro: | Pajares Paz |

|                  |           |            |
| Juanito 27’, 51’ | Marcatori | 83’ Bebeto |

| Arbitro: | Santamaría Uzqueda |

|           |           |                                      |
| Šuker 12’ | Marcatori | 13’, 27’ (rig.) L. García 81’ Manolo |

| Arbitro: | Pérez Sánchez |

|            |           |              |
| Manolo 18’ | Marcatori | 32’ Fernando |

| Arbitro: | Bello Blanco |

|             |           |  |
| Kosecki 73’ | Marcatori |  |

| Arbitro: | Riera Morro |

|  |           |                   |
|  | Marcatori | 50’ (rig.) Abadía |

| Arbitro: | Merino González |

|                   |           |  |
| Oceano 74’ (rig.) | Marcatori |  |

| Arbitro: | Jiménez Moreno |

|           |           |              |
| Sabas 84’ | Marcatori | 33’ Valverde |

| Arbitro: | Urío Velázquez |

|           |           |              |
| Sabas 14’ | Marcatori | 28’ Zamorano |

| Arbitro: | Marín López |

|         |           |  |
| Gay 65’ | Marcatori |  |

#### Girone di ritorno
| Arbitro: | Pérez Sánchez |

|                          |           |                    |
| Chano 12’ Estebaranz 29’ | Marcatori | 51’, 60’ L. García |

| Arbitro: | Gómez López |

|                     |           |             |
| Moya 40’ Manolo 52’ | Marcatori | 44’ Escaich |

| Arbitro: | Pajares Paz |

|                   |           |                      |
| Koeman 12’ (rig.) | Marcatori | 57’ (rig.) L. García |

| Arbitro: | Santamaría Uzqueda |

|                    |           |  |
| L. García 29’, 88’ | Marcatori |  |

| Arbitro: | Riera Morro |

|  |           |                          |
|  | Marcatori | 43’ L. García 53’ Alfaro |

| Arbitro: | Ansuategui Roca |

|                           |           |              |
| Schuster 6’ L. García 63’ | Marcatori | 88’ Janković |

| Arbitro: | Casajuana Rifà |

|                              |           |           |
| Juanele 69’ Christiansen 88’ | Marcatori | 87’ Lukić |

| Arbitro: | Rodríguez Martel |

|               |           |  |
| L. García 72’ | Marcatori |  |

| Arbitro: | Alfonso Álvarez |

|                        |           |               |
| Rommel 22’ Zalazar 34’ | Marcatori | 11’ L. García |

| Arbitro: | Fernández Marín |

|          |           |         |
| Lukić 7’ | Marcatori | 13’ Gil |

| Arbitro: | Alfonso Álvarez |

|                   |           |                     |
| Bebeto 13’ (rig.) | Marcatori | 69’ (rig.) Vizcaíno |

| Arbitro: | Díaz Vega |

|           |           |  |
| Sabas 77’ | Marcatori |  |

| Arbitro: | Urío Velázquez |

|           |           |  |
| Penev 14’ | Marcatori |  |

| Arbitro: | Rivas Fernández |

|                       |           |                   |
| Moya 63’ Donato 90+7’ | Marcatori | 83’ Larrainzar II |

| Arbitro: | Gracia Redondo |

|                       |           |            |
| Eraña 44’ Salenko 78’ | Marcatori | 73’ Donato |

| Madrid 30 maggio 1993 35ª giornata | Atlético Madrid | 0 – 0 referto | Real Sociedad | Vicente Calderón\| Arbitro: \| Gómez López \| |
| Arbitro:                           | Gómez López     |               |               |                                               |

| Arbitro: | Merino González |

|             |           |                    |
| Ziganda 77’ | Marcatori | 79’, 84’ L. García |

| Arbitro: | Ansuategui Roca |

|            |           |  |
| Hierro 51’ | Marcatori |  |

| Arbitro: | Fernández Marín |

|                  |           |                           |
| Juanito 75’, 82’ | Marcatori | 39’ Lizarralde 73’ Moisés |

### Coppa del Re
| Arbitro: | Rubio Valdivieso |

|  |           |                                                           |
|  | Marcatori | 29’, 47’ Laudrup 57’ Begiristain 75’ Salinas 77’ Witschge |

| Arbitro: | Merino González |

|                                                                  |           |  |
| Begiristain 2’ Vučević 19’, 60’ Ferrer 45’ Salinas 50’ Óscar 53’ | Marcatori |  |

### Coppa delle Coppe
| Arbitro: | Ceylan |

|  |           |                                |
|  | Marcatori | 25’ Alfredo 43’, 55’ L. García |

| Arbitro: | Kapl |

|                                                                                     |           |              |
| Moya 18’ Juanito 45’ Sabas 49’ (rig.) P. Gómez 70’ Aguilera 80’ Ratkovič 85’ (aut.) | Marcatori | 23’ Bičakčić |

| Arbitro: | Spirin |

|  |           |                    |
|  | Marcatori | 38’ Futre 59’ Moya |

| Madrid 4 novembre 1992 Ottavi di finale – Ritorno | Atlético Madrid | 0 – 0 referto | Trabzonspor | Vicente Calderón (8 672 spett.)\| Arbitro: \| Harrel \| |
| Arbitro:                                          | Harrel          |               |             |                                                         |

| Arbitro: | Larsson |

|             |           |          |
| Vaïtsīs 64’ | Marcatori | 10’ Moya |

| Arbitro: | McCluskey |

|                            |           |                  |
| Manolo 11’, 59’ Alfaro 67’ | Marcatori | 60’ Tsalouchidīs |

| Arbitro: | Don |

|               |           |                   |
| L. García 44’ | Marcatori | 58’, 61’ Asprilla |

| Arbitro: | Schmidhuber |

|  |           |           |
|  | Marcatori | 77’ Sabas |

### Supercoppa di Spagna
| Arbitro: | Ansuátegui Roca |

|                                  |           |              |
| Salinas 64’ Begiristain 73’, 85’ | Marcatori | 16’ Ferreira |

| Arbitro: | Marín López |

|            |           |                              |
| Manolo 30’ | Marcatori | 21’ Begiristain 57’ Stoičkov |

## Statistiche

### Statistiche di squadra
| Competizione         | Punti | Totale | Totale | Totale | Totale | Totale | Totale | DR  |
| Competizione         | Punti | G      | V      | N      | P      | Gf     | Gs     | DR  |
| -------------------- | ----- | ------ | ------ | ------ | ------ | ------ | ------ | --- |
| Primera División     | 43    | 38     | 16     | 11     | 11     | 52     | 42     | +10 |
| Coppa del Re         | -     | 2      | 0      | 0      | 2      | 0      | 11     | -11 |
| Coppa delle Coppe    | -     | 8      | 5      | 2      | 1      | 17     | 5      | +12 |
| Supercoppa di Spagna | -     | 2      | 0      | 0      | 2      | 2      | 5      | -3  |
| Totale               | 43    | 50     | 21     | 13     | 16     | 71     | 63     | +8  |